# Centrarthra malagasy
Centrarthra malagasy là một loài bướm đêm trong họ Noctuidae.